# Massacre de Amarante
O Massacre de Amarante ocorreu em 16 de Abril de 1997 no bar de alterne Meia Culpa, em Amarante, Portugal. Os três executantes e o autor moral foram condenados a 25 anos de prisão. Em maio de 2017 o último dos criminosos foi libertado da prisão.
Três homens armados e encapuzados obrigaram os clientes e funcionários a encostarem-se à parede e regaram o local com gasolina, tendo a seguir pegado fogo ao interior. No meio da confusão e do pânico que se seguiu, treze pessoas morreram.
O mandante do crime foi José Queirós, proprietário de um estabelecimento rival, "Diamante Negro", que foi condenado a 25 anos de prisão (a pena máxima no código penal português), tal como os três autores da tarefa e um intermediário. Trata-se do crime mais violento de que há memória em Portugal.
Ricardo Rocha (com 43 anos em 2017), um dos cinco condenados à pena máxima no caso "Meia Culpa", foi libertado no dia 24 de abril de 2017. Estava na altura na cadeia de Paços de Ferreira e foi o penúltimo dos arguidos a ver concedida a liberdade condicional.
Em maio de 2017, o Tribunal de Execução de Penas do Porto concedeu liberdade condicional a José Queirós, autor moral do massacre. José Queirós completou cinco sextos da pena a 27 de fevereiro de 2018 e morreu em 2020.